# Guerra siro-efraimita
La guerra sirio-efraimita tuvo lugar en el siglo VIII a. C., cuando Asiria era el principal poder regional.
Las naciones más pequeñas de Siria, territorio a menudo llamado Aram, y el Reino de Israel, también llamado  Efraín a causa de la tribu principal, formaron una coalición defensiva contra la amenaza que venía de Asiria de la que han sido previamente naciones tributarias y, finalmente, decidieron distanciarse. El reino del sur de Israel, conocido como el reino de Judá, llegaba hasta Asiria y se negó a formar parte de la coalición.  Judá era gobernado por el rey Acaz. El 735 a. C., Damasco bajo el poder de Rezin, e Israel, bajo el de Pecaj, intentaron deponer a Acaz por medio de una invasión. Judá fue derrotado según 2 Crónicas, perdió 120 000 soldados en un solo día. Muchos oficiales decidieron morir incendiados en el rellano del patio. Muchos otros extranjeros fueron capturados y convertidos en esclavos. Explicando la misma batalla, 2 Reyes 16:5 no muestra ninguna víctima y relata simplemente que Rezin y Pecaj se equivocaron al intentar derrotar a Acaz.
Durante la invasión, los filisteos y edomitas aprovecharon la situación y atacaron ciudades y pueblos dentro del reino del Sur (Judá). Acaz pidió ayuda a Tiglatpileser III  de Asiria. Los asirios defendieron a Judá conquistando tanto el reino de Israel como el de Damasco pero la alianza de posguerra únicamente dio problemas al reino de Judá. Acaz tuvo que pagar tributo a Teglatfalasar III, y tuvo que utilizar los tesoros del Templo de Jerusalén y del tesoro real. También tuvo que establecer ídolos de dioses asirios a Judá para mantener el favor de su aliado.

## El niño Enmanuel
La profecía infantil de Enmanuel del libro de Isaías está relacionado de cerca con la guerra sirio-efrainita. Isaías 7-12 describe de pasada esta guerra. El profeta hebreo le dice al rey judío Acaz que la invasión será un fracaso y le indica que pida una señal a Dios. Acaz lo rechaza, afirmando que no quiere probar a Dios (Deuteronomio 06,16). Isaías entonces anuncia que Dios mismo elegirá la señal: Una mujer joven concebirá y llevara un hijo, y su nombre será Immanuel (que significa" Dios con nosotros "). Comerá Curd y miel cuando sepa como rechazar el mal y elegir el bien. Pero antes de que el niño sepa como rechazar el mal y elegir el bien, la tierra de los dos reyes será evacuada. (Isaías 7, 14-16 Versión estándar revisada). Esto significaba que Asiria no invadirá Judá porque Dios estaba con ellos. La negativa de Acaz a pedir una señal llevará Asiria directamente a las puertas de Judah.
El siguiente capítulo detalla otra profecía sobre un niño de nombre Maher-Shalala-hash-baz, que significa «Rápido en saquear», «Veloz en hacer botín». Isaías entonces explica que la importancia de este nombre es que antes de que este niño pueda hablar, Asiria robará tanto Siria como Efraim.
Isaías termina estas profecías en cuanto a sus niños Shear-Jashub, que significa "Que devuelva un remanente", según Isaías 7.3, Enmanuel y Maher-Shalala-hash-baz, diciendo Aquí estoy yo, y los niños que el Señor me ha dado. Somos señales y símbolos en Israel del Señor Todopoderoso, que vive en el Monte Sion (Isaías 08,18 Niv). De manera bastante interesante el contexto continúa en el capítulo 9 que también utiliza un nacimiento de un niño como su objeto.